# Torohealdia
Torohealdia is een geslacht van uitgestorven kreeftachtigen uit de klasse van de Ostracoda (mosselkreeftjes).

## Soorten
- Torohealdia (Rotohealdia) pulchra Kristan-Tollmann, 1971 †
- Torohealdia tuberosa Kristan-Tollmann, 1973 †